# Dixonotus vansomereni
Dixonotus vansomereni är en insektsart som beskrevs av Douglas E. Kimmins 1950. Dixonotus vansomereni ingår i släktet Dixonotus och familjen fjärilsländor. Inga underarter finns listade i Catalogue of Life.